# Sauromates V
Sauromates V, właśc. Tyberiusz Juliusz Sauromates IV (gr.: Τιβέριος Ἰούλιος Σαυροματης, Tibérios Ioúlios Sauromatēs) (zm. ok. 370?) – król Bosporu tylko w południowej części od 342 do swej śmierci. Prawdopodobnie syn Tyberiusza Juliusza Reskuporisa V, króla Bosporu.
W 338 r. Rzymianie wycofali swe siły wojskowe z królestwa bosporańskiego. Prawie cały Krym, poza ekstremalnym południowym wybrzeżem, wszedł w posiadanie Ostrogotów ok. 342 r. Sauromates V zachował władzę tylko w południowej części wybrzeża. Nie zgadzając się na tę sytuację, postanowił zebrać dużą armię, z którą najechał Chersonez, ale został pokonany w Kafes (Caphae).  Przegrana walka spowodowała, że Sauromates był zmuszony do podpisania traktatu pokojowego, w którym ustąpił ze swej domeny i władzy na rzecz zwycięzcy. Cesarz bizantyjski Konstantyn VII Porfirogeneta (zm. 959) w swym traktacie o rządzeniu państwem De administrando imperio poinformował, że Sauromates, jako ostatni król, zginął w bitwie przeciw miastu Chersonezowi. Nie znamy dokładnie dalszych losów państwa. Z najazdem (370) Hunów łączy się datę ostatecznego upadku królestwa bosporańskiego. Ok. 375 r. Hunowie zajęli Półwysep Krymski, zadając Ostrogotom klęskę, która spowodowała europejską wędrówkę ludów. Niejaki Tyberiusz Juliusz Doiptunes Filokajsar Filoromajos Eusebes, zapewne prawnuk Sauromatesa V, rządził nad kilkoma miastami wybrzeża, jako wasal Hunów ok. 450 r.